# Hirotaka Okada
Hirotaka Okada (jap. 岡田 弘隆 Okada Hirotaka; ur. 22 lutego 1967 w Ōno) – japoński judoka. Brązowy medalista olimpijski z Barcelony.
Brał udział w dwóch igrzyskach olimpijskich (IO 88, IO 92). W 1992 zajął trzecie miejsce w wadze do 86 kilogramów. Zdobył dwa złote medale mistrzostw świata (1987 i 1991). Zwyciężał w igrzyskach azjatyckich w 1990 i w mistrzostwach Azji w 1993 oraz pięciokrotnie był mistrzem kraju seniorów.